# Klášter Serrabone
Klášter Serrabone je nejslavnější románský klášter Roussillonu vzdálený 40 km jihovýchodně od Perpignanu a 8 km od vsi Bouleternère. Je postavený na úbočí Aspres.
Jedná se augustiniánskou fundaci z 11. století s dochovanou křížovou chodbou, tribunou a jižní emporou. Sloupy jsou dvojité a krátké s vypracovanými hlavicemi s motivy zvířat a květenstva. Celá stavba pochází z rozmezí 11. a 12. století bez pozdějších architektonických změn. Je pravděpodobné, že stejní sochaři pracovali i křížové chodbě blízkého kláštera Saint-Michel de Cuxa.
V okolí kláštera je vybudována botanická zahrada v níž jsou zastoupeny rostliny Středomoří.